# Le Poireau perpétuel
Pour plus de détails, voir Fiche technique et Distribution.
Le Poireau perpétuel est un film documentaire français réalisé par Zoé Chantre et sorti en 2021.

## Fiche technique
- Titre : Le Poireau perpétuel
- Réalisation : Zoé Chantre
- Scénario, photographie, montage et son : Zoé Chantre
- Pays de production :  France
- Production : Les Films de l'astrophore
- Genre : Documentaire
- Durée : 82 minutes
- Dates de sortie : France - juillet 2021 (première mondiale au FIDMarseille) ; 22 novembre 2023 (sortie nationale)

## Distinctions
(source : film-documentaire)

### Récompenses
- Prix des lycéens / Mention spéciale du Prix Georges de Beauregard national / Mention spéciale du Prix du GNCR au FIDMarseille 2021

## Sélections
- Festival Les Écrans documentaires 2021
- Festival de cinéma indépendant de Barcelone 2021
- Festival La Rochelle Cinéma 2022[1]
- Docs au féminin 2022
- Rencontres du film documentaire de Mellionnec 2022